# Мадисон (округ, Северная Каролина)
Округ Мадисон (англ. Madison County) располагается в США, штате Северная Каролина. По состоянию на 2010 год, численность населения составляла 20 764 человек. Получил своё название в честь четвёртого президента США Джеймса Мэдисона.

## География
По данным Бюро переписи США, общая площадь округа равняется 1171 км², из которых 1163 км² суша и 5 км² или 0,48 % это водоёмы.

### Соседние округа
- Грин (Теннесси) — север
- Юникой (Теннесси) — север-восток
- Янси (Северная Каролина) — восток
- Банком (Северная Каролина) — юг
- Хейвуд (Северная Каролина) — юго-запад
- Кок (Теннесси) — северо-запад

## Демография
По данным переписи населения 2000 года в округе проживает 19 635 жителей в составе 8 000 домашних хозяйств и 5 592 семей. Плотность населения составляет 17 человек на км². На территории округа насчитывается 9 722 жилых строений, при плотности застройки 8 строений на км². Расовый состав населения: белые — 97,63 %, афроамериканцы — 0,83 %, коренные американцы (индейцы) — 0,27 %, азиаты — 0,23 %, гавайцы — 0,01 %, представители других рас — 0,45 %, представители двух или более рас — 0,59 %. Испаноязычные составляли 1,35 % населения.
В составе 28,40 % из общего числа домашних хозяйств проживают дети в возрасте до 18 лет, 57,50 % домашних хозяйств представляют собой супружеские пары проживающие вместе, 8,90 % домашних хозяйств представляют собой одиноких женщин без супруга, 30,10 % домашних хозяйств не имеют отношения к семьям, 26,30 % домашних хозяйств состоят из одного человека, 11,80 % домашних хозяйств состоят из престарелых (65 лет и старше), проживающих в одиночестве. Средний размер домашнего хозяйства составляет 2,34 человека, и средний размер семьи 2,81 человека.
Возрастной состав округа: 21,20 % моложе 18 лет, 10,30 % от 18 до 24, 26,50 % от 25 до 44, 26,00 % от 45 до 64 и 15,90 % от 65 и старше. Средний возраст жителя округа 40 лет. На каждые 100 женщин приходится 97,30 мужчин. На каждые 100 женщин старше 18 лет приходится 93,30 мужчин.
Средний доход на домохозяйство в округе составлял 30 985 USD, на семью — 37 383 USD. Среднестатистический заработок мужчины был 27 950 USD против 22 678 USD для женщины. Доход на душу населения был 16 076 USD. Около 10,90 % семей и 15,40 % общего населения находились ниже черты бедности, в том числе — 17,60 % молодёжи (тех кому ещё не исполнилось 18 лет) и 19,20 % тех кому было уже больше 65 лет.